# 7061 Pieri
7061 Pieri (1991 PE1) là một tiểu hành tinh vành đai chính được phát hiện ngày 15 tháng 8 năm 1991 bởi E. F. Helin ở Palomar.